# Konary (Petite-Pologne)
Pour les articles homonymes, voir Konary.
Konary est une localité polonaise de la gmina de Mogilany, située dans le powiat de Cracovie en voïvodie de Petite-Pologne.